# Bahr al-Ghazal de l'oest
Bahr al-Ghazal de l'Oest o Bhar al-Ghazal Occidental (West Bahr al-Ghazal o Western Bahr el Ghazal) és un dels estats del Sudan del Sud. Forma part de la regió natural de Bahr al-Ghazal a la conca del riu del mateix nom.
Té una superfície de 93.900 km². Està dividit en tres comtats: Raja, Riu Jur, i Wau. La capital és la ciutat de Wau. L'any 2008 tenia 333.431 habitants.
La bandera de l'estat és blanca amb un emblema central dins un disc blau clar dins del qual hi ha un triangle blanc amb vèrtex a la part superior del disc i base arrodonida seguint el cercle, i el nom de l'estat sota l'emblema.

## Governadors
- Ali Fartak 1994 - 1997
- Charles Jolo Boba 1997 - 2001
- Michael Mil Hussein 2001 - 2005
- Lam Akol (interí) 18 de juliol de 2005 - 30 de setembre de 2005
- Mark Nabibosh Obong (Mark Nyipuoc Ubong) 2005 - 2010
- Effesio Kon Uguak 24 de febrer de 2010 - 18 de maig de 2010
- Rizik Zachariah Hassan 2010 -